# 永生龍
永生龍（屬名：Umoonasaurus）是蛇頸龍亞目的一屬，屬於長鎖龍科，是種水生爬行動物，生存於1億1500萬年前（阿普第階/阿爾比階）的澳洲淺海。不像其他菱龍科動物，永生龍是種小型動物，身長約2.5公尺。永生龍的一個可辨認特徵是頭顱骨有三個稜脊。
永生龍的化石是一個相當完整的身體骨骼，發現於南澳大利亞州，之後經過雪梨澳洲博物館處理化石、清理母岩。

## 外部連結
- http://www.livescience.com/animalworld/060707_aquatic_reptile.html （页面存档备份，存于）
- http://www.journals.royalsoc.ac.uk/media/public/contributionsupplementalmaterials/8/3/n/1/83n10t6p17011132/archive1.pdf%5B%5D